# Carmen Miranda Foi a Washington
Carmen Miranda foi a Washington é um livro biográfico de 1999, escrito por Ana Rita Mendonça e publicado pela Editora Record. A obra explora a vida e a carreira de Carmen Miranda, destacando sua influência cultural e sua jornada nos Estados Unidos.

## Sinopse
Vinda de Portugal em 1910, ainda bebê, Carmen Miranda foi colaboradora involuntária do projeto de branqueamento racial da república. No Rio de Janeiro, retocado pela Reforma Pereira Passos, a menina Carmen cresceu tendo o samba como vizinho. Nos anos 1920, enquanto sonhava com o estrelato, chegavam ao país as novidades tecnológicas que dariam suporte à sua carreira. Com a marchinha "Pra Você Gostar de Mim", o sucesso chegou para a jovem Carmen Miranda em 1930, junto com a Era Vargas. O novo governo se interessou pelos primórdios da indústria cultural, embalados pela excelente música popular da época, e procurou controlar tudo isso. Para Carmen, foi o tempo dos discos na Victor, das apresentações na Rádio Mayrink Veiga e dos filmes carnavalescos na Cinédia. Em um deles, a artista usou sua primeira baiana. Com a clássica fantasia, no palco do Cassino da Urca, foi vista em 1939 por Lee Shubert, principal empresário da Broadway nova-iorquina.
Às vésperas da Segunda Guerra Mundial, circulava nos Estados Unidos — tanto nos meios governamentais quanto na indústria cultural — a política da boa vizinhança como forma de aliar os países latino-americanos. A presença da baiana branca no exterior também agradou ao Estado Novo, e a viagem ganhou apoio governamental. Contratada por Shubert, Carmen estourou na Broadway da noite para o dia, atuando em musicais da 20th Century Fox e conquistando Hollywood.
Durante os 15 anos em que atuou nos Estados Unidos, ela foi um espelho das impressões americanas sobre os latinos. Para o público brasileiro, era sua representante internacional, encarada com ambivalência. Na imprensa brasileira da época, em observações sobre personagens, fantasias ou canções de Carmen, eram discutidos nossos sonhos de nação.

## Recepção
Patrício Bisso, escrevendo para a Folha de S.Paulo, destacou que "a autora consegue captar a atmosfera febril que acompanhava a artista em suas idas e vindas". Ele a considera um "símbolo pré-Pelé da primeira chance do Brasil ao verdadeiro estrelato" e observa que Carmen nos ensina uma lição fundamental: "para agradar, temos que criar um tipo". Ele ressalta que "criar um tipo é muito diferente de fazê-lo" e que Carmen estilizou tanto sua imagem que se tornou um arquétipo.
Apesar de notar que o tom de tese se infiltra em alguns momentos, ele elogia a pesquisa feita no livro, especialmente pelas citações da época. Enquanto Ruy Castro ainda não apresenta a biografia definitiva da artista, Bisso sugere que o leitor se entretenha com esta obra, apesar das costumeiras falhas na grafia de nomes e letras, que podem incomodar leitores mais exigentes.